# 16258 Віллхейс
16258 Віллхейс (16258 Willhayes) — астероїд головного поясу, відкритий 6 травня 2000 року.
Тіссеранів параметр щодо Юпітера — 3,459.